# Касаткин, Вадим Фёдорович
Вади́м Фёдорович Каса́ткин  (21 ноября 1945, Каменец-Подольский — 25 мая 2023, Ростов-на-Дону) — хирург-онколог. Доктор медицинских наук, профессор. Заслуженный врач Российской Федерации. Член-корреспондент РАН (2014), заслуженный деятель науки Российской Федерации.

## Биография
Вадим Фёдорович Касаткин родился 21 ноября 1945 года в городе Каменец-Подольском в семье военнослужащего. В 1969 году окончил лечебно-профилактический факультет Ростовского государственного медицинского института (ныне Ростовский государственный медицинский университет).
Поскольку в институте была военно-морская кафедра, то часть выпускников по распределению пошла служить на флот. Среди них был и Вадим Фёдорович. На Краснознаменном Черноморском флоте он работал начальником медицинской службы подводной лодки. В годы службы учился на курсах усовершенствования врачей при Центральном госпитале Черноморского Флота, где получил специализацию хирурга.
После демобилизации один год работал врачом-хирургом поликлиники № 12 в Ростове-на-Дону. В 1972 году поступил учиться в ординатуру кафедры хирургических болезней № 2 Ростовского государственного медицинского института. В 1975 году по окончании работал в институте врачом-хирургом, потом — ассистентом кафедры хирургии № 2.
В 1984 году Вадим Фёдорович защитил кандидатскую диссертацию на тему: «Несостоятельность пищеводных анастомозов». Его научным руководителем был доктор медицинских наук В. И. Русаков. С 1987 года работал в Ростовском научно-исследовательском онкологическом институте заведующим торакоабдоминальным отделением.
В институте Вадим Федорович Касаткин создал пищеводное отделение. На базе отделения функционирует Межтерриториальный центр пищеводной онкохирургии, руководителем которого является Вадим Федорович. Делал операции наивысшей хирургической сложности, такие как экстирпация пищевода, пластика пищевода, гастроэктомии, панкреатодуоденальные резекции, анатомические и расширенные резекции печени, эвисцерации органов малого таза. За годы работы им было выполнено около 15000 операций.
В 2000 году защитил докторскую диссертацию. Его перу принадлежат 532 научные работы, среди которых 8 монографий и 118 изобретений. Им была создана научная школа по подготовке врачебных кадров. Под его руководством в разное время было подготовлено и защищено 5 докторских и 36 кандидатских диссертаций. Среди них доктор медицинских наук, профессор Олег Иванович Кит, доктора медицинских наук: Ю. А. Геворкяна, А. А. Маслов, А. Ю. Максимов и др.
В 2004 году В. Ф. Касаткин был избран членом-корреспондентом Российской Академии медицинских наук.
В 2019 году из-за нападения родственника одной из пациенток Вадим Федорович был лишён возможности оперировать. В результате ножевых ранений он практически ослеп — частично видел только правый глаз хирурга.
Скончался 25 мая 2023 года на 78-м году жизни. Будет похоронен 27 мая на Северном кладбище Ростова-на-Дону.

## Награды и звания
- Заслуженный врач Российской Федерации (1993)
- Заслуженный врач республики Ингушетия (2006)
- Отличник здравоохранения (1990)
- Медаль ордена «За заслуги перед Отечеством» II степени
- Именные часы от Президента РФ Владимира Путина